# Tatsuno Kingo
Tatsuno Kingo est un nom japonais traditionnel ; le nom de famille (ou le nom d'école), Tatsuno, précède donc le prénom (ou le nom d'artiste).
Tatsuno Kingo (辰野 金吾), né le 13 octobre 1854 à Karatsu dans la province de Hizen au Japon et décédé de la grippe à l'âge de 64 ans le 25 mars 1919, est un architecte japonais.
Il étudie auprès de l'architecte britannique Josiah Conder à l'école impériale d'ingénieurs du Japon où il est l'un des premiers diplômés en 1879. Il voyage ensuite en Angleterre et travaille dans la compagnie de William Burges en 1881-1882. Puis il enseigne à l'université impériale de Tokyo avant de créer son propre cabinet d'architecte en 1903.

## Biographie
Après son diplôme en 1879, Tatsuno se rend en Angleterre pour étudier à l'université de Londres. Durant son séjour, il travaille dans le cabinet de l'architecte néogothique William Burges. Ce-dernier meurt cependant peu de temps après en 1881. Avant de rentrer au Japon, Tatsuno voyage en France et en Italie pendant un an et découvre ainsi le style Queen Anne.
À son retour à Tokyo, il enseigne d'abord à l'école impériale d'ingénieurs avant de prendre la direction d'une faculté à l'université impériale de Tokyo. 
En 1886, il est l'un des fondateurs du précurseur de l'institut d'architecture du Japon, nommé alors institut de construction. L'organisation est basée sur le modèle de l'institut royal des architectes britanniques. Le groupe se rencontre régulièrement, finance des conférences et édite le premier journal d'architecture du Japon.

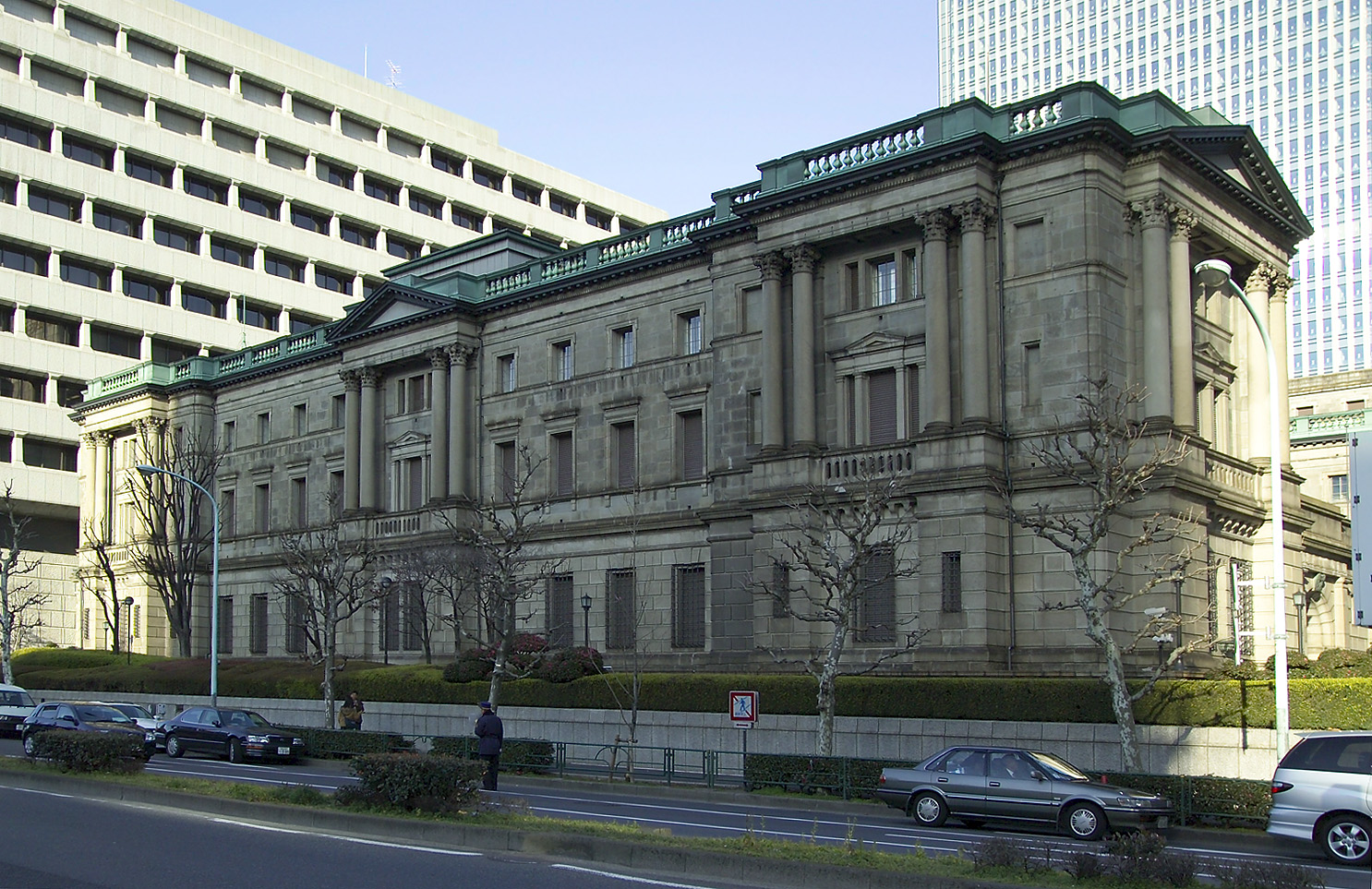
Bâtiment de la banque du Japon à Tokyo.

Bien que ses premières œuvres sont influencées par ses voyages en Europe et le travail des Britanniques Inigo Jones et Christopher Wren, le manoir Shibusawa (1888) est influencé par le travail de style vénitien de l'Italien Sebastiano Serlio et des Britanniques John Ruskin et Josiah Conder. L'édifice est situé sur l'un des canaux de Tokyo dans le modèle vénitien.
Ses liens avec l'industriel Shibusawa Eiichi lui apportent la commande pour dessiner le siège de la banque du Japon en 1890 (achevée en 1896). C'est le premier bâtiment du genre à être conçu par un natif du Japon. Tatsuno séjourne en Europe pendant un an pour faire des recherches sur le projet et étudier de nombreux édifices, comme la banque nationale à Bruxelles de Henri Beyaert et Janssens.
La banque est un bâtiment de deux étages construit avec des briques renforcées posées sur la pierre et avec peu d'acier pour les longues travées. Son style est inspiré du néoclassicisme français. Le bâtiment original était de forme carrée avec le hall de la banque situé immédiatement derrière le portique de la façade principale.
Tatsuno exerce une forte influence sur l'architecture coloniale japonaise, en particulier au Mandchoukouo. Des entreprises de construction comme le cabinet d'ingénieurs Okada, l'association des architectes japonais (Nihon Kenchiku Gakkai, 日本建築学界) ou à travers le Journal de l'architecture mandchoue (Manshu kenchiku zasshi, 満州建築雑誌), aident à assurer l'avenir d'un style architecture particulier popularisé par Tatsuno, et parfois nommé style Tatsuno (辰野式), qui deviendra la norme en Mandchourie japonaise. Il s'agissait d'une interprétation libre de l’éclectisme historique alors très populaire en Europe
En 1903, il fonde son propre cabinet d'architecte, le premier du Japon fondé par un Japonais. Il meurt en 1919 des suites de la grippe de 1918.

## Quelques bâtiments

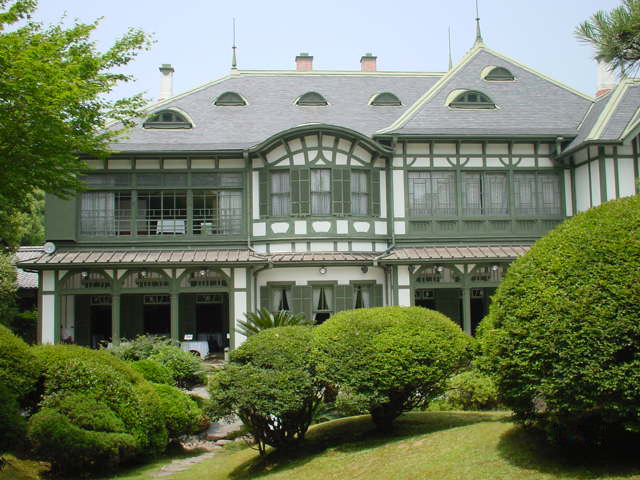
La partie de style occidentale du club industriel du Japon de l'ouest (Ancienne résidence Matsumoto).

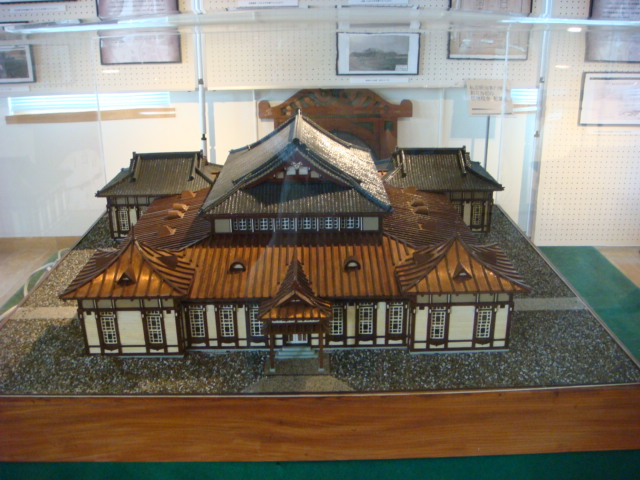
Maquette de la première école de l'université de technologie de Kyūshū dans les archives du campus de Tobata.

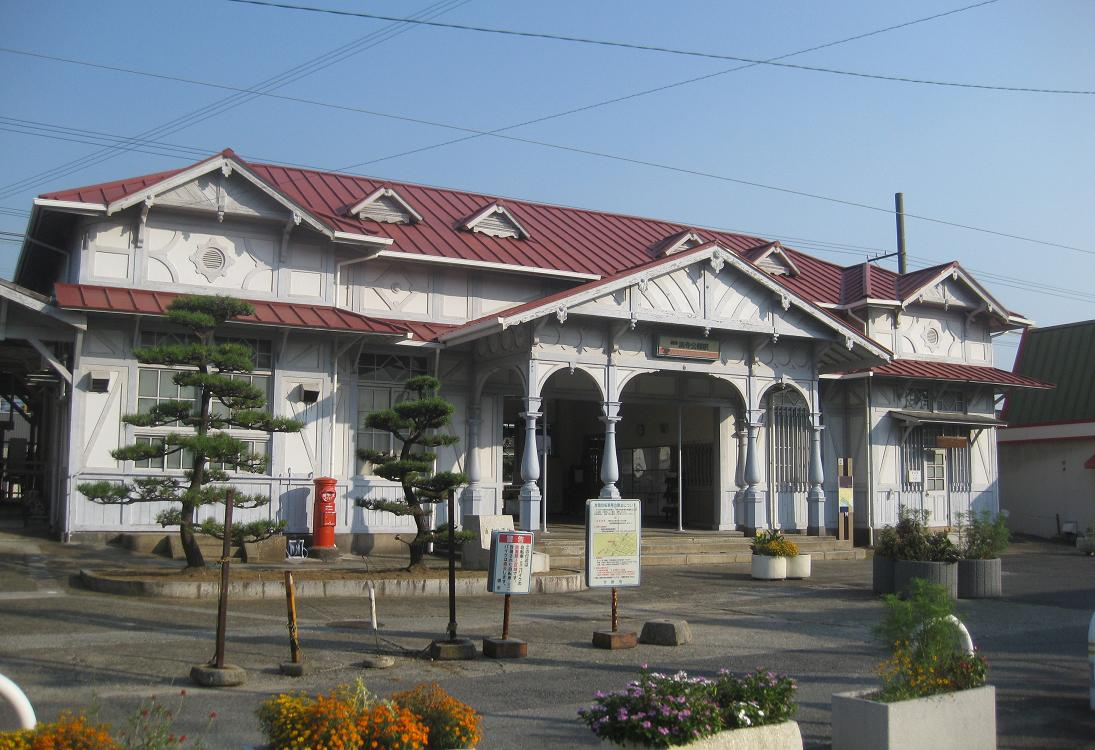
Gare Hamaderakoen

- Assemblée de l'association des banquiers, Sakamoto-cho, Tokyo (1885)
- Manoir Shibusawa, Kabutocho, Tokyo (1888)
- Faculté d'ingénieurs, université impériale de Tokyo, Hongo (1888)
- Siège de la banque du Japon (1896)
- Première école de l'université de technologie de Kyūshū  (1909)
- Stade national de sumo, Kuramae, Tokyo (1909)
- Le club industriel du Japon de l'ouest (en), Tobata, Kitakyūshū (1911)
- Ancienne poste de Yasuda, arrondissement Yahatahigashi-ku à Kitakyūshū (1912)
- Gare de Manseibashi (1912)
- Gare de Tokyo (1914)
- Ancienne filiale Yawata de la banque Hyaku-Sanju, Yahatahigashi-hu, Kitakyūshū (1915)
- Grande salle des réunions publiques d'Osaka (1918)[8]
- Ancien hôtel San-yo, Kokutestu, Shimonoseki (1923)
- Gare Hamaderakoen[9] dans l'arrondissement Nishi-ku de Sakai.

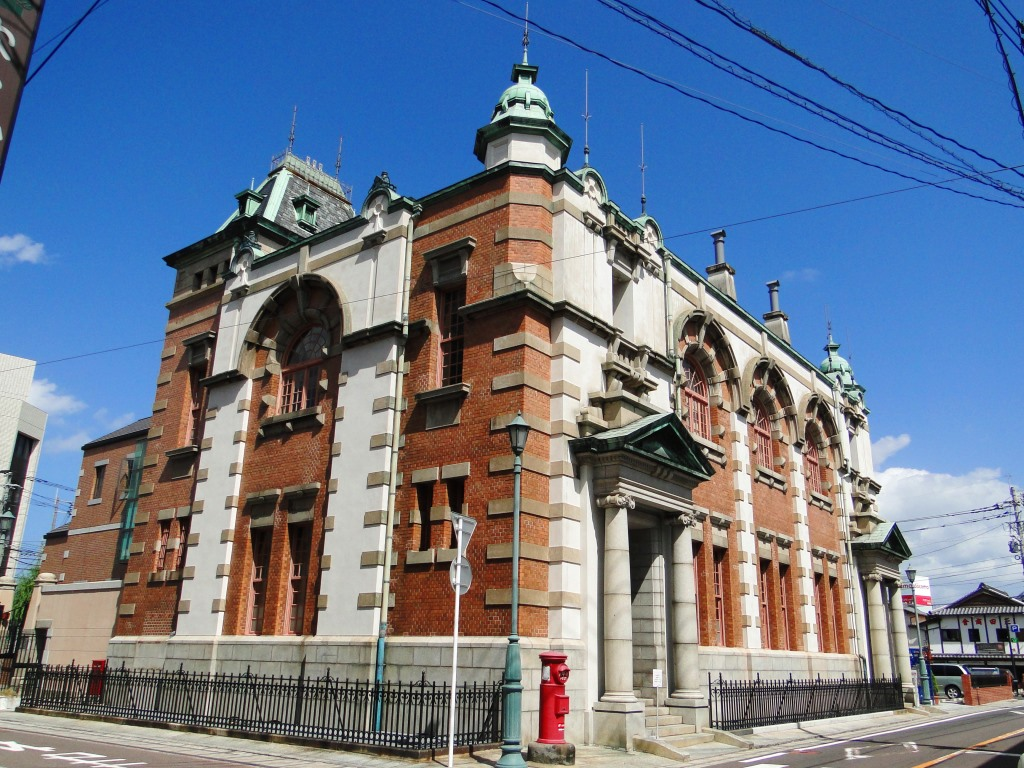
Banque de Karatsu.

- Ancienne banque de Karatsu[10]

## Honneur
L'astéroïde (136795) Tatsunokingo a été nommé en son honneur.

## Source de la traduction
- (en) Cet article est partiellement ou en totalité issu de l’article de Wikipédia en anglais intitulé « Tatsuno Kingo » (voir la liste des auteurs).